# La Reforma, Tlapacoyan
La Reforma är en ort i Mexiko.   Den ligger i kommunen Tlapacoyan och delstaten Veracruz, i den sydöstra delen av landet, 220 km öster om huvudstaden Mexico City. La Reforma ligger 117 meter över havet och antalet invånare är 520.
Terrängen runt La Reforma är huvudsakligen platt, men söderut är den kuperad. Runt La Reforma är det ganska tätbefolkat, med 248 invånare per kvadratkilometer. Närmaste större samhälle är Martínez de la Torre, 5,8 km öster om La Reforma. Omgivningarna runt La Reforma är en mosaik av jordbruksmark och naturlig växtlighet.